# Sant Julià de Vallfogona
Sant Julià de Vallfogona és una església romànica del municipi de Vallfogona de Ripollès, a la comarca catalana del Ripollès. És una obra inclosa en l'Inventari del Patrimoni Arquitectònic de Catalunya.

## Descripció
És a l'extrem llevant del poble de Vallfogona, sota la carretera de Ripoll a Olot. És un temple d'una sola nau, amb planta dividida en dues parts, de diferent amplada, que corresponen a la part romànica a l'atri, i barroca al presbiteri. Té adossades entre els contraforts d'aquesta última època, capelles laterals. El presbiteri és realçat amb escales del nivell de la resta de la nau, i té un baldaquí. Aquesta part de l'església és amb volta decorada en colors vius, segons el gust del barroc popular de l'època però de poc interès. Les pilastres sobre les quals recolzen els arcs torals de la part romànica, són més estretes a la base que a l'arrencament dels mateixos arcs. La porta d'accés del segle xii té arquivoltes en degradació amb pinyes esculpides, i els arcs descansen sobre capitells i columnes molt deteriorats. La façana conserva esgrafiats de principi del segle xix i és rematada a la part central per un pesant campanar, a la dreta de la façana hi ha una torre de defensa, a través de la qual s'accedeix al campanar. Segons un testimoni de la primeria del segle xxi «Tot l'edifici està en estat ruïnós, tot i que la part romànica és la més ben conservada.»
El 2008 es va començar un estudi tècnic de la restauració per l'enginyer Miquel Llorens i Sulivera. El 2010 s'hi van execturar obres d'urgència per a reparar la coberta i evitar danys majors. D'ença s'han continuat obres i l'ajuntament espera fer-ne un dia un espai de cultura.

## Història
El lloc de Vallfogona es documenta per primera vegada l'any 900 en mants contractes de compravenda i donacions a favor del monestir de Sant Joan de les Abadesses. És precisament la seva abadessa Ranlo, que va manar construir el temple de sant Julià, consagrat el 23 d'abril de l'any 960 en presència del bisbe Ató de Vic. Posteriorment es reedifica al segle xii i ha subsistit fins als nostres dies. El segle xv la volta de la nau caigué per un terratrèmol, i es reconstruí de nou en una forma una mica apuntada. El 1756 comencén les obres de la nova església, i s'enderroca la part romànica a mesura que avançava l'obra. No es va acabar del tot, i l'edifici va romandre tal com és avui. L'interior va ésser totalment decorat en l'estil de l'època, es va construir el cor i sobre la primitiva finestra romànica de la façana es va construir un ull de bou, tapant exteriorment aquesta finestra.